# Рассвет (Ленинский район)
Рассвет — посёлок в Ленинском районе Волгоградской области, административный центр Рассветинского сельского поселения.
Население — 668 (2021)

## История
Дата основания не установлена[кем?]. До 1955 года посёлок входил в состав Краснооктябрьского сельсовета Среднеахтубинского района. На основании Указа Президиума Верховного Совета РСФСР от 23 декабря 1955 года Краснооктябрьский сельсовет со всеми входящими в его состав населёнными пунктами был передан Ленинскому району. Решением Сталинградского облисполкома от 24 октября 1957 года № 23/591 в Ленинском районе поселок им. Ворошилова Краснооктябрьского сельсовета переименован в посёлок Рассвет. Решением Сталинградского облисполкома от 14 апреля 1960 года № 6/188 посёлок Рассвет и территория в границах бывшего колхоза «Рассвет» Краснооктябрьского сельсовета были переданы в состав Краснозвездинского сельсовета (с 1963 по 1965 год входил в состав Среднеахтубинского района). Решением Волгоградского облисполкома от 02 сентября 1967 года № 22/1151 в Ленинском районе центр Краснозвездинского сельсовета был перенесен из посёлка Маяк в посёлок Рассвет. В 1975 году Краснозвездинский сельсовет переименован в Рассветинский. В 1978 году Рассветинский сельсовет переименован в Рассветенский

## Общая физико-географическая характеристика
Посёлок расположен в полупустынной зоне на севере Ленинского района, в пределах Прикаспийской низменности, на высоте 20 метров выше уровня мирового океана. Близ посёлка проходит Ленинский канал. Особенностью местности является наличие невысоких бугров и западин. Почвы — солонцы луговатые полугидроморфные.
По автомобильной дороге расстояние до областного центра города Волгограда составляет 96 км, до районного центра города Ленинска — 62 км, до города Волжский — 73 км. Ближайшие населённые пункты: в 13 км к западу расположен посёлок Красный Октябрь Среднеахтубинского района, в 22 км к северо-востоку — посёлок Маяк Октября, в 9 км к юго-востоку — посёлок Тракторострой.
Климат
Климат резко-континентальный, засушливый (согласно классификации климатов Кёппена-Гейгера — Dfa). Среднегодовая температура воздуха положительная и составляет + 8,0 °C, средняя температура самого холодного месяца января — 8,3 °C, самого жаркого месяца июля + 24,2 °C. Расчётная многолетняя норма осадков — 360 мм. Наименьшее количество осадков выпадает в марте (21 мм), наибольшее в июне (40 мм)
Часовой пояс
Рассвет, как и вся Волгоградская область, находится в часовой зоне МСК (московское время). Смещение применяемого времени относительно UTC составляет +3:00.

## Население
| 2010 | 2012 | 2013 | 2014 | 2015 | 2016 | 2017 |
| ---- | ---- | ---- | ---- | ---- | ---- | ---- |
| 684  | ↗693 | ↗694 | ↗695 | ↗699 | ↗701 | ↘685 |
| 2018 | 2019 | 2020 | 2021 |      |      |      |
| ↘683 | ↘657 | ↗676 | ↘668 |      |      |      |